# Leucania similissima
Leucania similissima là một loài bướm đêm trong họ Noctuidae.